# سفارت ایالات متحده آمریکا در ایروان
سفارت ایالات متحده آمریکا در ایروان (به ارمنی: Հայաստանում ԱՄՆ-ի դեսպանատուն) یک منطقهٔ مسکونی و نمایندگی سیاسی ایالات متحده آمریکا در ارمنستان است که در ایروان واقع شده‌است.

## فهرست سفیران
- لین ام. تریسی